# آب‌انبار پای امامزاده
آب‌انبار پای امامزاده مربوط به دوره صفوی است و در شهرستان کوهبنان، بخش مرکزی، دهستان خرمدشت واقع شده و این اثر در تاریخ ۷ اسفند ۱۳۸۶ با شمارهٔ ثبت ۲۱۴۷۴ به‌عنوان یکی از آثار ملی ایران به ثبت رسیده است.